# Baljuwhuis (Rumbeke)
Het baljuwhuis is een historisch gebouw in Rumbeke, een deelgemeente van de Belgische stad Roeselare. De voormalige brouwerswoning staat aan de Hoogstraat 10.
De woning werd opgetrokken in opdracht van Pieter Goudenhooft, hoofdbaljuw te Roeselare en Rumbeke (1592-1632). Het stond op de voormalige grens van de heerlijkheden Rumbeke en Hazelt. De familie Goudenhooft is in latere generaties verwant aan de families Folcque en van Zantvoorde. Pieter Goudenhooft overleed in 1635. Hij was de vader van baljuw Thomas, wiens dochter Agnes Jacoba Goudenhooft (1657-1748) huwde met Maximiliaan-Leopold Folque (1647-1694). Haar zus Maria Anthoinette huwde met Guillielmus van Zantvoorde, die te Tielt griffier was van 1664 tot 1672 en omstreeks 1700 raadspensionaris.

## Beschrijving
Het complex bestaat uit een hooghuis en een aangebouwd laag huis, een poortgebouw en achterliggende hoevegebouwen uit de 19de eeuw. De woning heeft muurankers met het jaartal .617 (het ankerijzer met het cijfer 1 is niet meer aanwezig). Het hooghuis is onderkelderd en heeft twee bouwlagen onder een zadeldak met Vlaamse pannen. Het lagerhuis heeft mogelijk een 18de-eeuwse kern, maar dateert grotendeels uit de 19de eeuw.
Het gebouw werd in 1976 beschermd als monument en de omgeving als landschap.